# My Avatar
「My Avatar」（マイ・アバター）は、BOYFRIENDの楽曲。彼らの日本での5枚目のシングルとして2014年3月26日にBeingから発売された。

## 解説
Avatarという言葉は「分身」の意で、聴く人によっては恋人、兄弟、ライバル、あるいは自分自身といったその分身への葛藤と愛情が描かれた作品となっている。

## 収録曲
1. My Avatar
作詞：La Terre　作曲：Anders Wigelius・Erik Wigelius・James Gicho　編曲：CHOKKAKU
2. DARK CARNIVAL
作詞：ma-saya　作曲:Erik Lidbom・Albi Albertsson・Kirstine Lind　編曲：鈴木雅也
3. My Avatar (instrumental)
4. DARK CARNIVAL (instrumental)